# Anthus pseudosimilis
Anthus pseudosimilis là một loài chim trong họ Motacillidae.